# Kang Seon-gu
Kang Seon-gu (강선구?; Chunwon, 22 gennaio 1969) è un'ex cestista sudcoreana.

## Carriera
Con la Corea del Sud ha disputato i Campionati mondiali del 1994.